# Compulsion Games
Compulsion Games is een Canadees computerspelontwikkelaar gevestigd in Montreal. Het bedrijf werd in 2009 opgericht en werd in 2018 overgenomen door Microsoft om als een van de Xbox Game Studios te fungeren.

## Ontwikkelde spellen
| Release | Titel        | Platform                                                  |
| ------- | ------------ | --------------------------------------------------------- |
| 2013    | Contrast     | PlayStation 3, PlayStation 4, Windows, Xbox 360, Xbox One |
| 2018    | We Happy Few | PlayStation 4, Windows, Xbox One                          |